# Cronologia dei voli spaziali privati

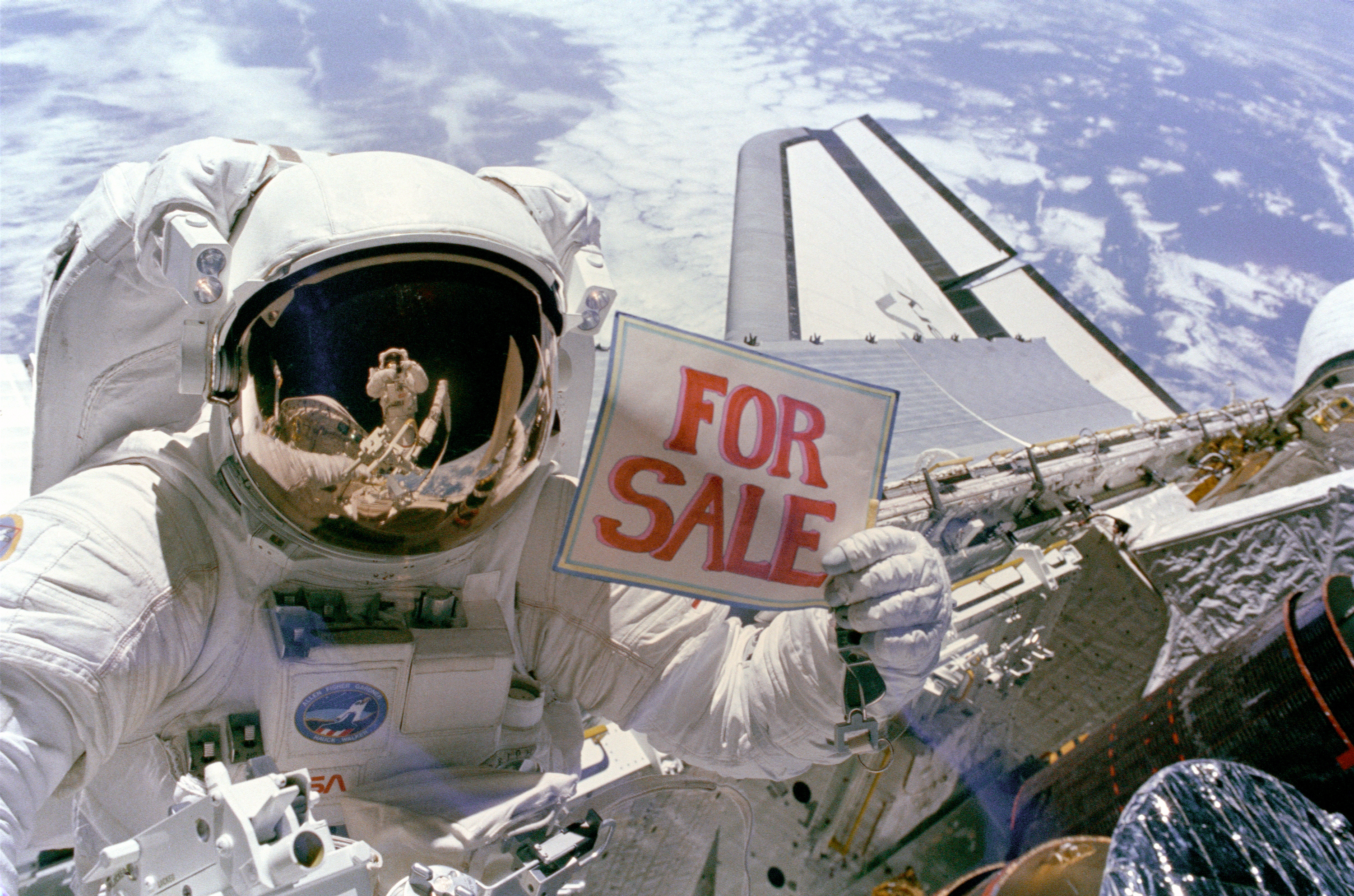
L'astronauta Dale A. Gardner con un cartello "In vendita"

Quella che segue è una cronologia degli eventi più importanti nella storia del volo spaziale privato, inclusi anche gli importanti progressi tecnici, legislativi e politici. Sebbene l'industria abbia le sue origini all'inizio degli anni '60, subito dopo l'inizio dell'era spaziale, le società private non iniziarono a condurre lanci nello spazio fino agli anni '80, e fu solo nel 21 ° secolo che più aziende iniziarono a svilupparsi e operare privatamente veicoli e veicoli spaziali.

## Prima del 1980

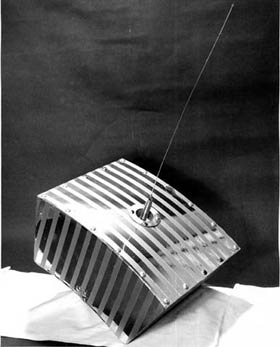
OSCAR 1

- 12 dicembre 1961 - OSCAR 1, il primo satellite amatoriale costruito, viene lanciato a bordo di un missile americano Thor-Agena .[1]
- 10 luglio 1962 - Telstar 1, il primo satellite ad essere utilizzato commercialmente, viene lanciato sul primo lancio commerciale, a bordo di un razzo Thor-Delta .[2]
- 31 agosto 1962 - Il presidente John F. Kennedy firma il Communications Satellite Act del 1962 che fornisce il quadro normativo per le società private negli Stati Uniti per possedere e gestire i propri satelliti.
- 1975 - OTRAG, la prima azienda a tentare lo sviluppo privato e la produzione di sistemi di propulsione spaziale, viene fondata a Stoccarda, in Germania, sebbene il suo programma alla fine sarà abbandonato all'inizio degli anni '80.[3]

## 1980

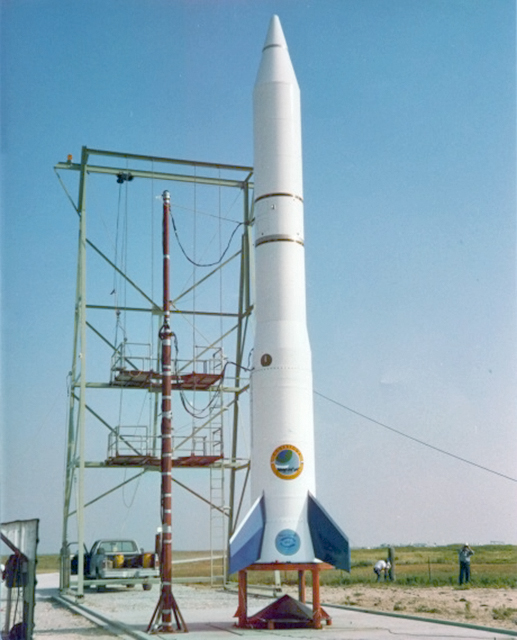
Conestoga I preparato per il lancio

- 9 settembre 1982 - Conestoga I, una riconversione del secondo stadio del missile Minuteman, viene lanciata dall'isola di Matagorda a un'altitudine di 309   km (192 miglia) da Space Services Inc., diventando il primo razzo di proprietà e gestione privata a raggiungere lo spazio.[4][5]
- 30 ottobre 1984 - Il presidente Ronald Reagan firma il Commercial Space Launch Act del 1984, che impone alla NASA di incoraggiare i voli spaziali privati e autorizza l'Ufficio dei trasporti spaziali commerciali a regolare i voli spaziali privati negli Stati Uniti.[6][7]
- 29 marzo 1989 - Starfire, un missile Black Brant modificato vien lanciato da Space Services Inc, diventando così il primo missile lanciato con una licenza commerciale dall'Office of Commercial Space Transportation.[8]

## 1990

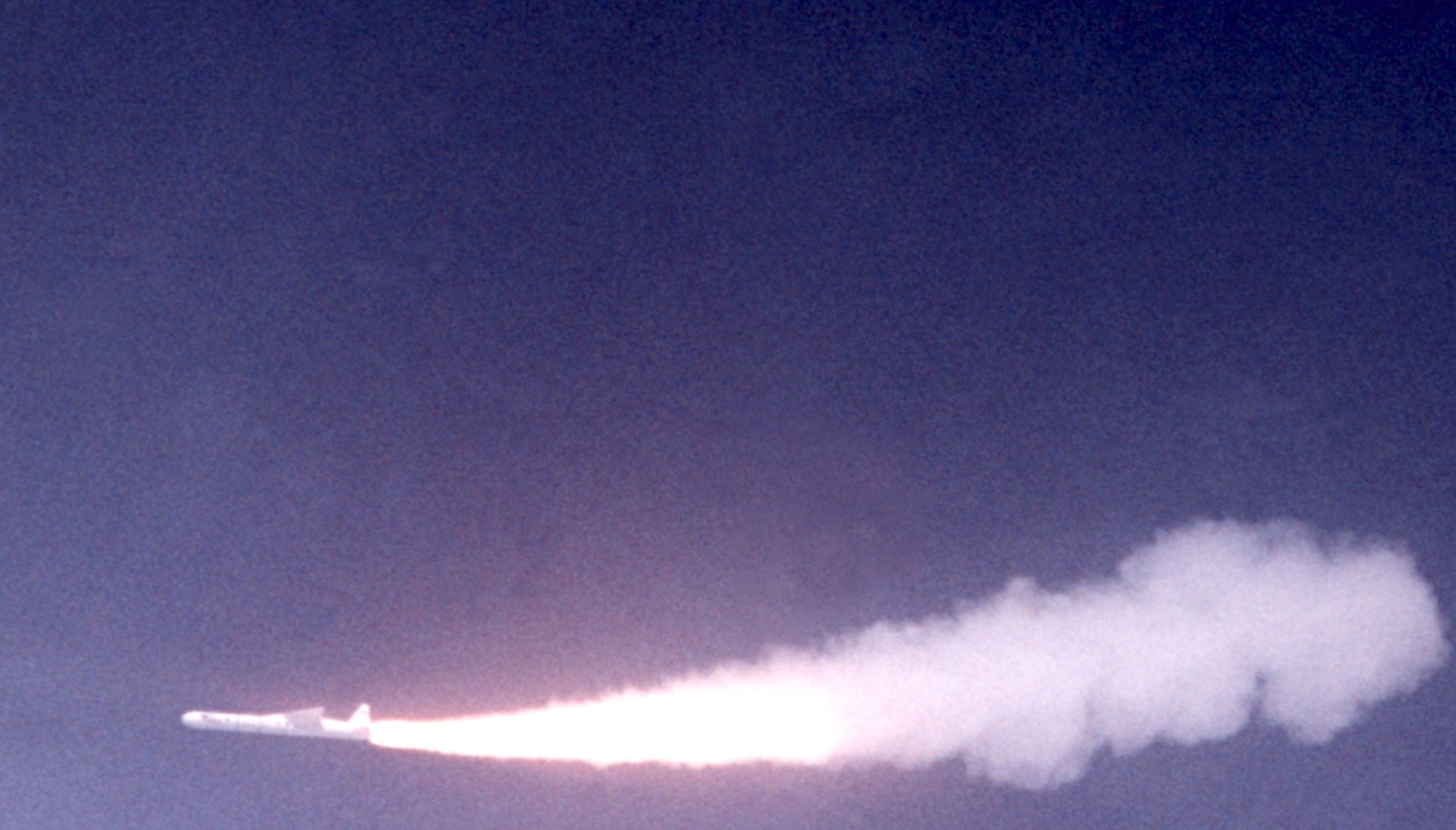
Primo lancio del razzo Pegasus, da un B-52 di proprietà della NASA.

- 5 aprile 1990 - Pegasus, un razzo a lancio aereo sviluppato da Orbital Sciences Corporation diventa il primo veicolo di lancio completamente sviluppato da una società privata per raggiungere lo spazio. Diventa anche il primo razzo lanciato da un aereo a raggiungere l'orbita[9]
- 16 novembre 1992 - Space Flight Europe-America 500, una missione orbitale composta da una capsula spaziale che porta doni dalla Russia agli Stati Uniti, viene lanciata dalla compagnia russa TsSKB-Progress a bordo di un razzo Soyuz, prima di atterrare sei giorni dopo al largo della costa di Grays Harbor negli Stati Uniti.[10]
- Novembre 1995 - L'Ufficio del trasporto spaziale commerciale (Office of commercial space transportation) viene trasferito alla Federal Aviation Administration (FAA), diventando l'amministratore associato FAA per il trasporto spaziale o FAA / AST.[8]
- 13 maggio 1998 - HGS-1, un satellite per comunicazioni gestito all'epoca da Hughes Global Services Inc., diventa il primo veicolo spaziale commerciale a visitare la Luna, dopo aver volato a 6.200   km dalla superficie lunare su una traiettoria di ritorno libera per recuperarla da un'orbita inutilizzabile.[11][12]

## 2000

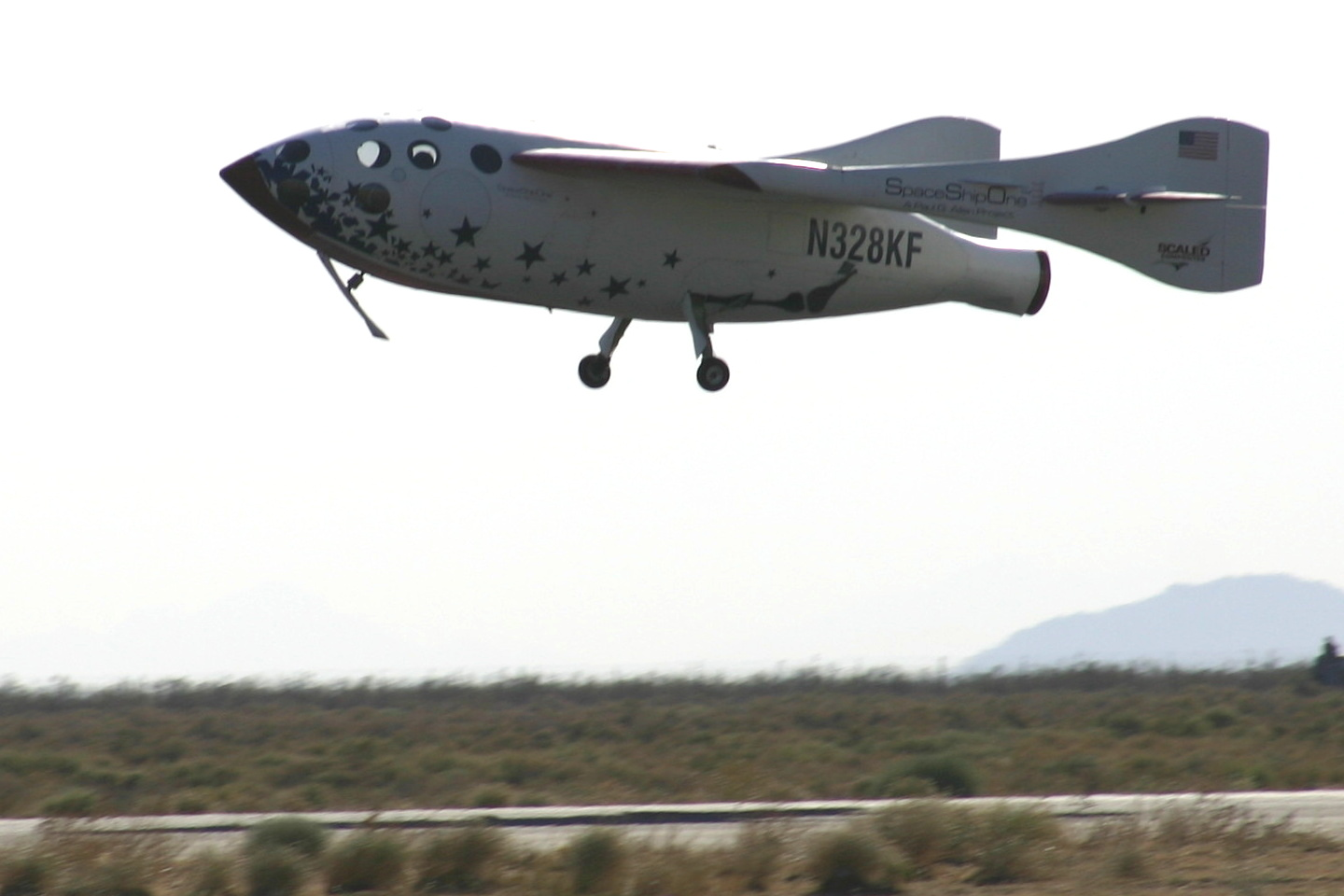
SpaceShipOne ritorna dal suo primo volo spaziale.

- 4 aprile 2000 - Soyuz TM-30, una missione verso la stazione spaziale Mir è organizzata dalla società MirCorp in collaborazione con l'agenzia spaziale federale russa, diventando la prima spedizione della stazione spaziale finanziata privatamente.[13]
- 28 aprile 2001 - Dennis Tito diventa il primo turista spaziale, lanciandosi verso la Stazione Spaziale Internazionale a bordo di un veicolo spaziale russo Soyuz dopo aver pagato per un posto la compagnia americana Space Adventures .[14]
- 17 maggio 2004 - Il Civilian Space eXploration Team (CSXT) diventa la prima organizzazione amatoriale a inviare un razzo nello spazio, con il lancio del loro razzo “GoFast” a 116   km (72 miglia) di altitudine.[15]
- 21 giugno 2004 - SpaceShipOne di Scaled Composites organizza il primo volo spaziale con equipaggio pilotato e finanziato privatamente, pilotato da Mike Melvill .[16]
- 23 dicembre 2004 - Il presidente George W. Bush firma il Commercial Space Launch Amendments Act del 2004, che fornisce un quadro giuridico di base per il volo spaziale umano commerciale.[17] Inoltre, crea il cosiddetto "periodo di apprendimento", una limitazione temporanea della capacità della FAA di regolare il settore dei voli spaziali privati, che da allora è stata estesa più volte.[18]
- 12 luglio 2006 - Un razzo Dnepr russo-ucraino lancia Genesis I, un habitat sperimentale di gonfiabile, sviluppato e di proprietà di Bigelow Aerospace diventando il primo modulo di habitat gonfiabile a raggiungere l'orbita.[19]
- 28 settembre 2009 - SpaceX conduce il primo lancio di successo del suo razzo Falcon 1, il primo razzo a propulsione liquida sviluppato privatamente capace di raggiungere l'orbita.[20]

## 2010

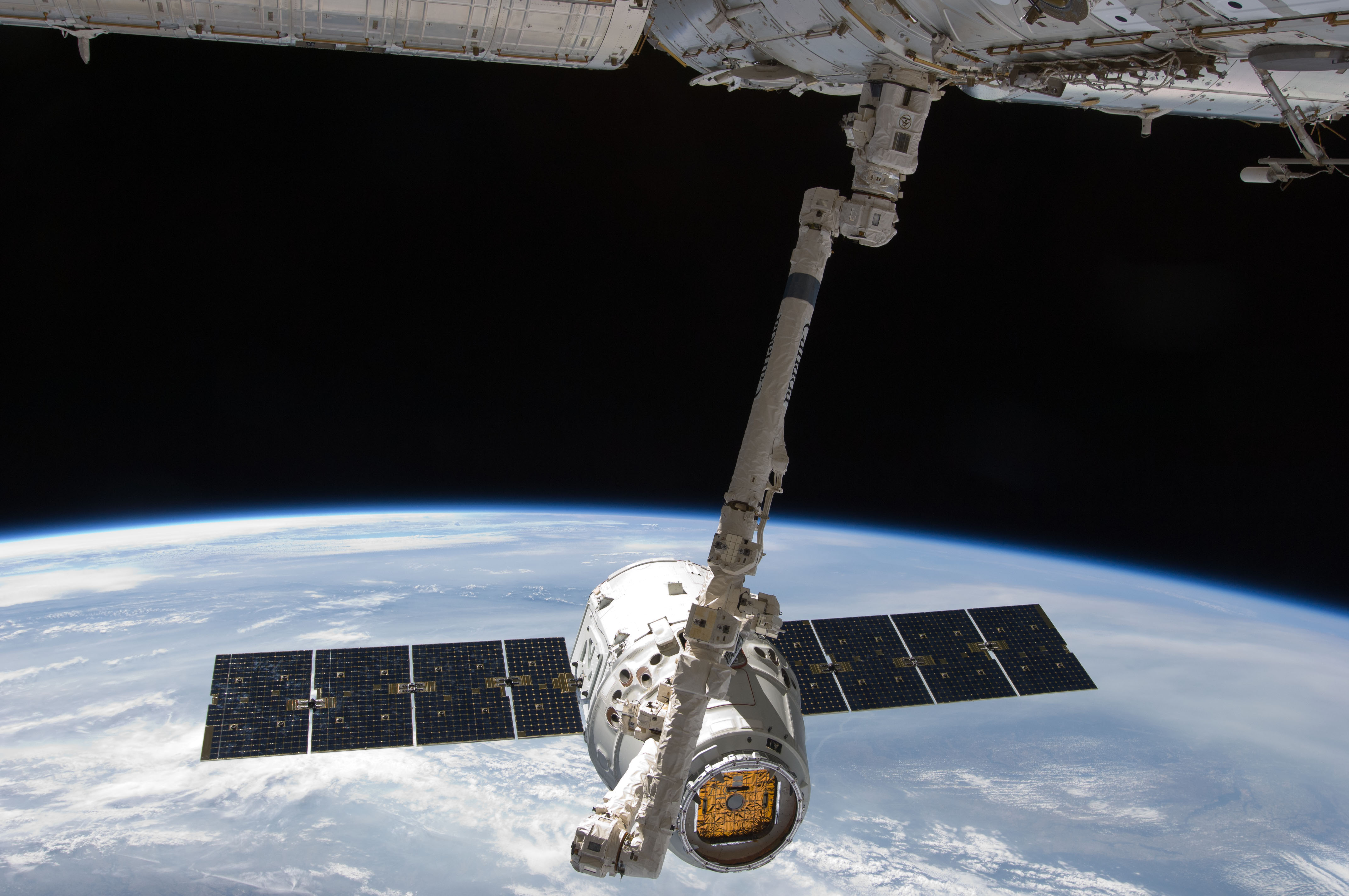
La seconda missione della capsula SpaceX Dragon è ancorata alla ISS.

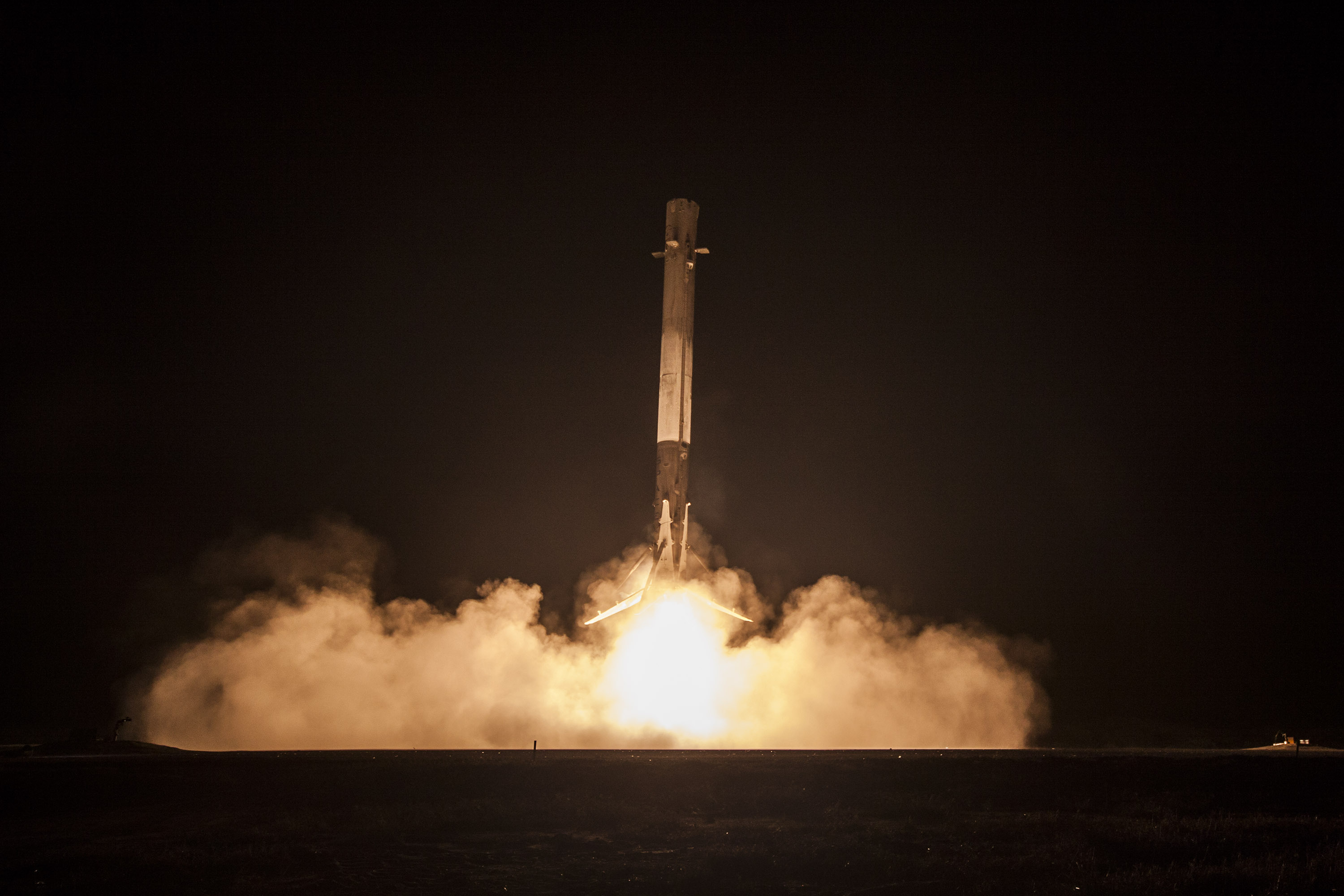
Il primo stadio del Falcon 9 Flight 20 di SpaceX atterra a Landing Zone 1.

- 8 dicembre 2010 - SpaceX lancia e recupera con successo la sua capsula Dragon nella sua prima missione, segnando la prima volta che un veicolo spaziale sviluppato e gestito privatamente viene recuperato dall'orbita.[21]
- 25 maggio 2012 - La seconda missione della capsula Dragon di SpaceX completa un rendezvous e un attracco di successo con la Stazione Spaziale Internazionale, rendendolo il primo veicolo spaziale privato a farlo.
- Maggio-luglio 2014 - Un'iniziativa privata nota come Progetto di riavvio ISEE-3 contatta con successo e prende il controllo della defunta sonda spaziale ISEE-3 della NASA con il supporto della NASA e dell'Osservatorio di Arecibo, rendendoli il primo gruppo privato a comandare un veicolo spaziale; sebbene i loro piani per cambiare l'orbita della sonda vengano abbandonati settimane dopo quando i suoi propulsori non rispondono correttamente.[22][23]
- 23 ottobre 2014 - LuxSpace, un appaltatore aerospaziale con sede a Lussemburgo, lancia la Manfred Memorial Moon Mission (4M), il primo carico utile commerciale a volare sulla Luna, attaccato al terzo stadio del razzo che ha lanciato l'astronave lunare cinese Chang ' e 5-T1 .[24]
- 23 novembre 2015 - Blue Origin lancia con successo il suo nuovo sistema di lancio di Shepard nello spazio e lo fa atterrare verticalmente, rendendolo il primo razzo VTVL ad atterrare sulla Terra dallo spazio.[25]
- 25 novembre 2015 - Il presidente Barack Obama firma il US Commercial Space Launch Competitiveness Act, noto anche come Spurring Private Aerospace Competitiveness and Entrepreneurship Act o SPACE Act del 2015, che codifica la capacità delle aziende americane di possedere risorse materiali estratte nello spazio.[18]
- 21 dicembre 2015 - SpaceX atterra il primo stadio del suo razzo Falcon 9 a Landing Zone 1 a Cape Canaveral, segnando il primo recupero di uno stadio VTVL da un razzo orbitale.[26]
- 22 gennaio 2016 - Blue Origin lancia e riesce a far atterrare con successo lo stesso booster New Shepard lanciato a novembre, rendendolo il primo razzo VTVL a raggiungere lo spazio due volte.[27]
- 30 marzo 2017 - SpaceX lancia e atterra con successo il primo stadio di un Falcon 9 che aveva precedentemente volato nell'aprile 2016, rendendolo il primo razzo VTVL utilizzato su due voli orbitali.[28]
- 13 luglio 2017 - La Camera dei deputati lussemburghese adotta una legge che garantisce alle società il diritto alle risorse proprie estratte nello spazio, facendo del Lussemburgo la prima nazione europea a farlo.[29][30]
- 21 gennaio 2018 - La compagnia aerospaziale americana Rocket Lab ha lanciato con successo il suo razzo Electron dal Mahia Launch Center il 21 gennaio 2018 portando tre CubeSat in orbita terrestre bassa. Questa è stata la prima volta che un razzo è entrato in orbita dopo essere stato lanciato da uno spazioporto di proprietà e gestione privata.
- 6 febbraio 2018 - SpaceX lancia con successo il suo nuovo razzo " Falcon Heavy ", il razzo più potente del mondo attualmente in funzione, sul suo primo volo di prova e riesce a far atterrare due dei tre Booster in posizione verticale.[31]
- 11 aprile 2019 - SpaceX lancia con successo un Falcon Heavy con il suo primo satellite commerciale a pagamento e fa atterrare tutti e tre i booster - due nella Landing Zone - 1 a Cape Canaveral e uno nell'Oceano Atlantico sulla droneship "Of Course I Still Love You".

## 2020
- 30 maggio 2020 - SpaceX lancia con successo la missione SpaceX Crew Dragon Demo 2. Si tratta del primo volo orbitale commerciale con equipaggio eseguito con una navicella (Crew Dragon) e vettore (Falcon 9 Block 5) sviluppati interamente da una compagnia privata.
- 11 luglio 2021 - Virgin Galactic lancia con successo SpaceShipTwo in un volo sub-orbitale che raggiunge gli 86,1km di quota, considerato convenzionalmente già spazio secondo la definizione della Federal Aviation Administration, risultando la prima azienda a portare in maniera autonoma dei civili paganti nello spazio, compreso il fondatore Richard Branson.
- 20 luglio 2021 - Blue Origin lancia con successo New Shepard in un volo sub-orbitale che raggiunge gli 107,05 km di quota, risultando la prima azienda a portare in maniera autonoma dei civili paganti nello spazio oltre la Linea di Kármán, compreso il fondatore Jeff Bezos.
- 16 settembre 2021 - SpaceX realizza con una propria navetta Crew Dragon Resilience la missione Inspiration4, il primo volo spaziale orbitale con a bordo solo cittadini privati.
- 8 aprile 2022 - Axiom Mission 1 di Axiom Space è la prima missione interamente privata con equipaggio commerciale verso la Stazione spaziale internazionale.
- 20 aprile 2023 - SpaceX realizza e lancia un prototipo di Starship, il razzo più potente mai creato con una spinta doppia rispetto al Saturn V. Tuttavia esplode dopo 4 minuti di volo senza raggiungere lo spazio.
- 21 maggio 2023 - Axiom Mission 2 è la prima missione interamente gestita a livello commerciale che viene utilizzata per far volare astronauti governativi, oltre ad essere la prima missione privata con un comandante donna.
- 18 novembre 2023 - SpaceX lancia un secondo prototipo del potente razzo Starship che raggiunge e oltrepassa la linea di Kármán diventando così il razzo più grande e potente ad aver raggiunto lo spazio, ma fallisce poi l'immissione in orbita esplodendo poco dopo la separazione del booster.
- 8 gennaio 2024 - Lancio verso la Luna del lander Peregrine di Astrobotic. Si tratta del primo lander privato inviato in una missione lunare, lanciato inoltre con un razzo privato (il Vulcan della United Launch Alliance).